# Karin Dahlman-Wright
Karin Christina Marianne Dahlman-Wright, född 9 oktober 1961, är en svensk medicinsk forskare och akademisk ledare.
Dahlman-Wright studerade kemiteknik vid Chalmers tekniska högskola och tog examen 1986. Hon tog 1991 doktorsexamen i medicinsk vetenskap inom molekylär endokrinologi vid Karolinska institutet, där hon blev docent 1996. Hon arbetade 1995–2000 med läkemedelsprojekt vid Pharmacia & Upjohn. År 2000 återkom hon till Karolinska institutet och byggde upp en anläggning för tjänster inom genomik och bioinformatik kallad Core facility for Bioinformatics and Expression Analysis. Karin Dahlman-Wright blev professor i molekylär endokrinologi vid Karolinska institutet 2009. Hon var prefekt vid Institutionen för Biovetenskaper och Näringslära 2009-augusti 2015. Hon var september 2013 – juni 2015 Karolinska institutets vetenskapliga direktör för SciLifeLab och ingick i dess operativa ledning med speciellt ansvar för de tekniska plattformarna. År 2015 var hon vicedekanus för infrastruktur. Karin Dahlman-Wright tillträdde som Karolinska institutets prorektor i januari 2016 och var februari 2016–juli 2017 vikarierande rektor. Hon lämnade posten som prorektor i september 2019 efter anklagelser om oredlighet i forskning. Hon friades från anklagelserna i Kammarrätten.